# Bäcknicka
Bäcknicka (Pohlia wahlenbergii) är en mossa som fått sitt namn av att den huvudsakligen växer längs med bäckar och andra vattendrag. Den är vitgrönaktig i färgen och har upp till 6 centimeter långa skott och ovala blad. Bladen har en lite rödaktig bladbas och bladspetsens kant är tandad.
I Sverige är bäcknickmossan vanlig i fjälltrakter, men sällsynt i de södra delarna av landet.
Bäcknickan är Lapplands landskapsmossa.